# Šotakon

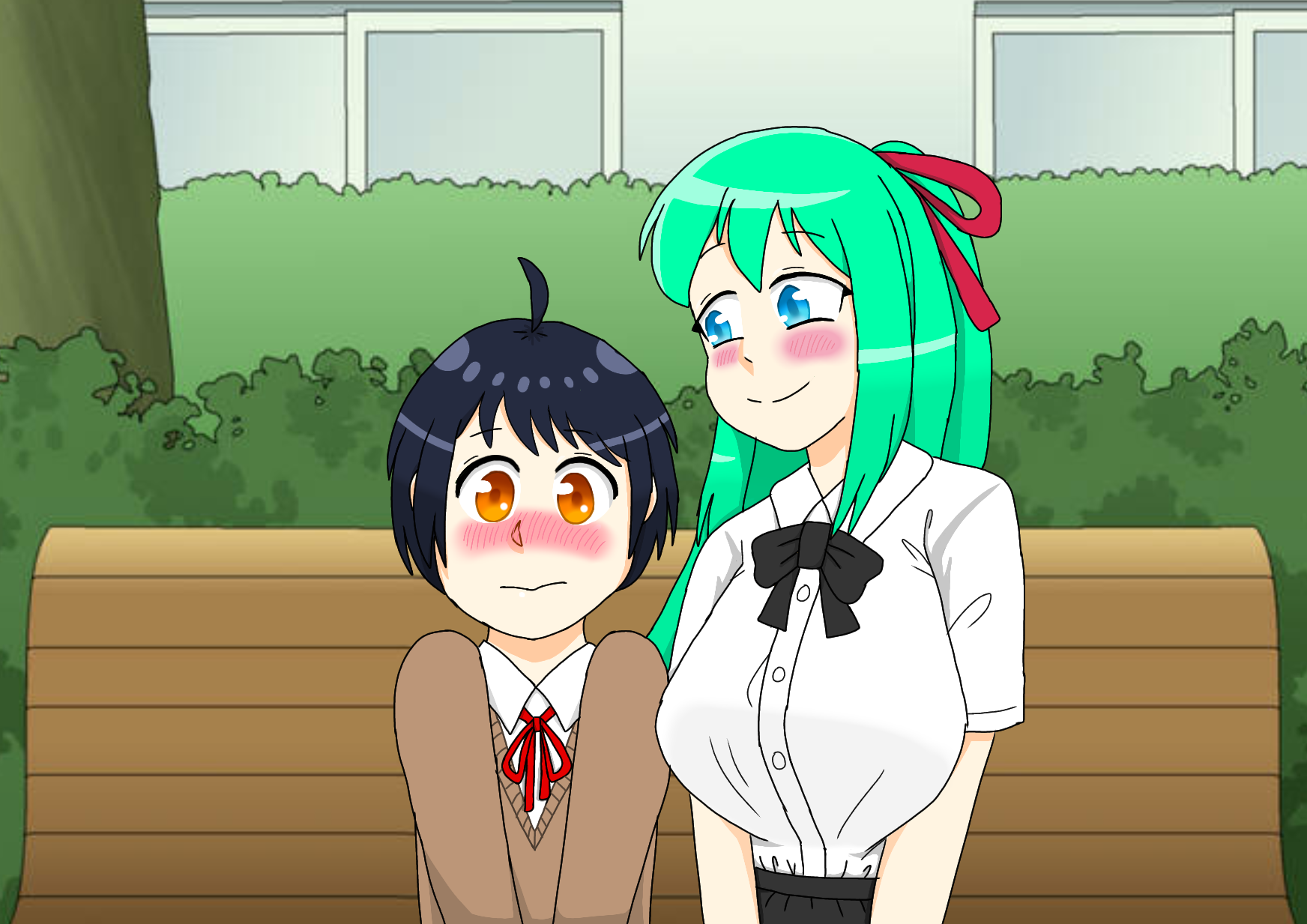
Ilustrace starší ženské postavy přitahované k shota, charakteristické pro shotacon.

Šotakon (japonsky ショタコン, anglicky shotacon) je slangová zkrácenina z japonského sousloví šótaró komplex (japonsky 正太郎コンプレックス, šótaró kompurekusu), která popisuje přitažlivost k mladým chlapcům. Mimo Japonsko se tento pojem používá spíše k označení určitého žánru mangy nebo anime, které obsahuje erotické scény s chlapci a dívkami připomínající děti. Dospělé postavy tedy mají nedospělá těla. Na tento materiál se v různých zemích vztahují stejná právní omezení jako na rozšířenější lolicon. V případě použití slova „šota“ jedná ve mnoha případech o označení mladého, roztomile vypadajícího chlapce. 